# David Ochieng
David Ochieng (ur. 1960 w Nakuru) – kenijski piłkarz grający na pozycji bramkarza. W swojej karierze rozegrał 9 meczów w reprezentacji Kenii.

## Kariera klubowa
W swojej karierze piłkarskiej Ochieng grał w klubie Gor Mahia. Wywalczył z nim cztery tytuły mistrza Kenii w sezonach 1983, 1984, 1985 i 1987 oraz zdobył cztery Puchary Kenii w sezonach 1983, 1986, 1987 i 1988.

## Kariera reprezentacyjna
W reprezentacji Kenii Ochieng zadebiutował 1 sierpnia 1987 roku w przegranym 0:1 meczu Igrzysk Afrykańskich 1987 z Tunezją, rozegranym w Kasarani. Z Kenią zajął 2. miejsce w tym turnieju. W 1988 roku wystąpił w Pucharze Narodów Afryki 1988, w dwóch grupowych meczach, z Egiptem (0:3) i z Kamerunem (0:0). Od 1987 do 1990 wystąpił w kadrze narodowej 9 razy.